# Конайнг мак Амалгадо
Конайнг мак Амалгадо (др.‑ирл. Conaing mac Amalgado; убит в 742) — король Наута (Северной Бреги) и всей Бреги (728—742) из рода Сил Аэдо Слане.

## Биография
Конайнг был одним из сыновей короля всей Бреги Аммалгайда мак Конгалайга, погибшего в 718 году. Он принадлежал к Уи Хонайнг, одной из двух основных ветвей рода Сил Аэдо Слане.
Конайнг мак Амалгадо унаследовал престол Наута и титул короля всей Бреги в 728 году после своего двоюродного дяди, верховного короля Ирландии Кинаэда мак Иргалайга. Верховным же королём стал правитель Кенел Конайлл Флатбертах мак Лоингсиг.
Контролируемые Конайнгом мак Амалгадо земли Северной Бреги располагались к северу от реки Лиффи. Резиденция правителей Наута находилось на территории одноимённого древнеирландского кургана.
Большая часть правления Конайнг мак Амалгадо прошла в междоусобицах с правителями Лагора (Южной Бреги) из рода Уи Хернайг. По свидетельству ирландских анналов, в 729 году был убит король Лагора Катал мак Нейлл, однако обстоятельства его гибели не уточняются. В 737 году Конайнг одержал в сражении при Лиа Айлбе около Маг Айлбе (современного Мойналви) победу над войском Лагора. Король Северной Бреги Катал мак Аэда пал на поле боя, а его родственник Кернах мак Фогартайг смог спастись бегством. Кернах стал новым правителем Лагора, но и он погиб в 738 году, убитый своими приближёнными.
Конайнг мак Амалгадо был убит в 742 году. Сообщается, что он был задушен. По данным «Анналов Тигернаха», убийство правителя Бреги было совершено по приказу верховного короля Ирландии Аэда Аллана. В сообщениях о кончине Конайнг назван «королём кианнахтов» (др.‑ирл. rí Ciannachta).
После гибели Конайнга мак Амалгадо новым королём Наута и всей Бреги стал его родственник Индрехтах мак Дунгалайг. Два сына Конайнга — Конгалах и Диармайт — также как и их отец были королями Бреги.